# جهو جهه
جهو جهه (بالأوردية جهوجهه، بالهنديةझोझा)، هي جماعة أو عشيرة مسلمة توجد في ولاية أوتار براديش وأوتاراخند وبهار وجهارخاند وماديا براديش، وفي بنجاب الهند. وهناك عدد قليل منهم في مقاطعة موهالي التابعة لبنجاب الهند.